# آبانتیادس بارکاس
آبانتیادس بارکاس (نام علمی: Abantiades barcas) نام یک گونه از سرده آبانتیادس است.
آبانتیادس بارکاس یک گونه از شبح بیدان است که مختص استرالیا است.این کونه در استرالیا در سراسر قلمروهای پایتختی استرالیا ،نیوساوث ولز و کوئینزلند یافت می شود.